# 아티야-싱어 지표 정리
미분기하학에서 아티야-싱어 지표 정리(-指標定理, 영어: Atiyah–Singer index theorem)는 타원 복합체의 지표를 위상학적인 데이터로 계산할 수 있다는 정리다.:§10–11:§12.8, 477–480; §12.10, 487–500 히르체브루흐-리만-로흐 정리와 가우스-보네 정리 등을 일반화한다.

## 정의
{\displaystyle M}이 {\displaystyle m}차원 콤팩트 매끄러운 다양체이고, {\displaystyle E^{i}}가 {\displaystyle M} 위의 매끄러운 벡터 다발들이라고 하자. {\displaystyle M} 위의 타원 복합체
{\displaystyle \cdots {\stackrel {D_{i-2}}{\longrightarrow }}\Gamma (E_{i-1}){\stackrel {D_{i-1}}{\longrightarrow }}\Gamma (E_{i}){\stackrel {D_{i}}{\longrightarrow }}\Gamma (E_{i+1}){\stackrel {D_{i+1}}{\longrightarrow }}\cdots }
의 해석적 지표(analytical index)는 다음과 같다.
{\displaystyle \operatorname {ind} (D_{\bullet })=\sum _{i}(-1)^{i}\dim(\ker D_{i}/\operatorname {im} D_{i-1})}
이는 순수하게 해석적인 데이터로 정의된 값이다. 여기서 {\displaystyle \operatorname {ind} }는 프레드홀름 지표이다.
타원 복합체의 위상 지표(영어: topological index)는 다음과 같다.:Theorem 12.2
{\displaystyle \operatorname {ind} (D_{\bullet })=(-)^{m(m+1)/2}\int _{M}\operatorname {ch} \left(\bigoplus _{i}(-1)^{i}E_{i}\right){\frac {\operatorname {Td} (\mathrm {T} M\otimes _{\mathbb {R} }\mathbb {C} )}{\mathrm {e} (\mathrm {T} M)}}}
여기서
- {\displaystyle \operatorname {ch} }는 매끄러운 벡터 다발의 천 지표이다.
- {\displaystyle \operatorname {Td} (\mathrm {T} M\otimes _{\mathbb {R} }\mathbb {C} )}는 {\displaystyle M}의 접다발 {\displaystyle \mathrm {T} M}의 복소화의 토드 특성류이다.
- {\displaystyle \operatorname {e} (\mathrm {T} M)}은 접다발 {\displaystyle \mathrm {T} M}의 오일러 특성류이다.

이 지표는 순수하게 위상수학적인 데이터로 정의된 값이다.
아티야-싱어 지표 정리에 따르면, 타원 복합체의 해석적 지표와 위상 지표는 같다.
여기서, {\displaystyle m=\dim M}이 홀수인 경우 (미분 연산자에 대하여) 양변 모두 0이다. (다만, 유사 미분 연산자에 대한 경우 홀수 차원에서도 자명하지 않은 결과를 도출할 수 있다.)
특히, 하나의 프레드홀름 미분 연산자
{\displaystyle D\colon \Gamma (E)\to \Gamma (F)}
에 대하여, 이를 타원 복합체
{\displaystyle 0\to \Gamma (E)\,{\overset {D}{\to }}\,\Gamma (F)\to 0}
로 간주하면, 다음을 얻는다.
{\displaystyle \dim \ker D-\dim \ker D^{\dagger }=(-)^{m(m+1)/2}\int _{M}(\operatorname {ch} E-\operatorname {ch} F){\frac {\operatorname {Td} (\mathrm {T} M^{\mathbb {C} })}{\operatorname {e} (\mathrm {T} M)}}}

## 예
수많은 유명한 정리들을 아티야-싱어 지표 정리의 특수한 경우로 얻을 수 있다.

### 오일러 지표
{\displaystyle M}이 콤팩트 유향 다양체라고 하고, 지표 정리를 (복소화한) 드람 복합체
{\displaystyle 0\to \Omega ^{0}(M)\otimes \mathbb {C} {\xrightarrow {d}}\Omega ^{1}(M)\otimes \mathbb {C} {\xrightarrow {d}}\Omega ^{2}(M)\otimes \mathbb {C} {\xrightarrow {d}}\dotsb }
에 적용시키자. 드람 복합체의 해석적 지표는 다양체의 오일러 지표 {\displaystyle \chi (M)}이다. 그 위상 지표는 오일러 특성류 {\displaystyle e(M)}의 적분이다. 즉, 이에 따라 천-가우스-보네 정리(영어: Chern–Gauss–Bonnet theorem)
{\displaystyle \chi (M)=\int _{M}e(M)}
를 얻는다.

### 히르체브루흐-리만-로흐 정리
아티야-싱어 지표 정리를 돌보 복합체에 적용시키면 히르체브루흐-리만-로흐 정리를 얻게 된다.
{\displaystyle M}이 복소다양체라고 하고, 그 위에 해석적 벡터 다발 {\displaystyle E}가 주어졌다고 하자. 지표 정리를 돌보 복합체
{\displaystyle \Omega ^{p,0}(E){\xrightarrow {\bar {\partial }}}\Omega ^{p,1}(E){\xrightarrow {\bar {\partial }}}\dotsb }
에 적용시키자. 돌보 복합체의 해석적 지표는 {\displaystyle E}의 코호몰로지의 오일러 지표
{\displaystyle \chi (M,E)=h^{0}(M,E)-h^{1}(M,E)+h^{2}(M,E)-\dotsb }
이고, 그 위상 지표는
{\displaystyle \int _{M}\operatorname {ch} (E)\operatorname {Td} (TM)}
이다. 따라서 이는 히르체브루흐-리만-로흐 정리가 된다.
{\displaystyle E}가 0차원 벡터 다발인 경우, 그 오일러 지표는 복소다양체의 산술 종수 {\displaystyle \operatorname {ind} {\bar {\partial }}}이다. 따라서, 복소다양체의 산술 종수는 복소 접다발의 토드 특성류의 적분에 의하여 주어진다.
{\displaystyle \operatorname {ind} {\bar {\partial }}=\int _{M}\operatorname {Td} (TM)}

### 디랙 연산자
{\displaystyle M}이 짝수 차원의 스핀 다양체라고 하고, 그 위에 스피너 다발
{\displaystyle \mathrm {S} (M)=\mathrm {S} ^{+}(M)\oplus \mathrm {S} ^{-}(M)}
을 생각하자. 그렇다면 디랙 연산자
{\displaystyle i\gamma ^{\mu }\nabla _{\mu }={\begin{pmatrix}0&D\\D^{\dagger }&0\end{pmatrix}}}
는 다음과 같이 작용한다.
{\displaystyle S^{+}(M){\xrightarrow {D}}S^{-}(M)}
{\displaystyle S^{+}(M){\xleftarrow {D^{\dagger }}}S^{-}(M)}
이에 따라, 디랙 연산자 {\displaystyle D}의 지표는 아티야-싱어 지표 정리에 따라 다음과 같다.
{\displaystyle \operatorname {ind} (D)=\ker D-\ker D^{\dagger }=\int _{M}{\hat {A}}}
여기서 {\displaystyle {\hat {A}}}는 디랙 종수(영어: Dirac genus) 또는 Â 종수(영어: Â-genus 에이 햇 지너스[*])라고 불리는 특성류로,
{\displaystyle {\hat {A}}=\prod _{i=1}^{\dim M}{\frac {x_{i}/2}{\sinh(x_{i}/2)}}=1-{\frac {1}{24}}p_{1}+{\frac {1}{5760}}(-4p_{2}+7p_{1}^{2})+\dotsb \in \operatorname {H} ^{2\bullet }(M;\mathbb {Q} )}
이다. 여기서 {\displaystyle p_{i}}는 폰트랴긴 특성류이고, {\displaystyle x_{i}}는 2차 미분 형식들의 행렬인 곡률 {\displaystyle R}의 고윳값들
{\displaystyle -R/2\pi ={\begin{pmatrix}0&x_{1}\\-x_{1}&0\\&&0&x_{2}\\&&-x_{2}&0\\&&&&0&x_{3}\\&&&&-x_{3}&0\\&&&&&&\ddots \end{pmatrix}}}
이다. 일반적으로, 디랙 종수는 스핀 다양체가 아닌 다른 다양체의 경우 정수가 아닐 수 있다.

## 역사
마이클 아티야와 이자도어 싱어가 1963년에 발표하였다. 부분적으로 이 공로로 마이클 아티야는 1966년 필즈상을 수상하였다. 이 공로로 마이클 아티야와 이자도어 싱어는 2004년 아벨상을 수상하였다.
1983년에 루이스 알바레스가우메(스페인어: Luis Álvarez-Gaumé)가 아티야-싱어 지표 정리가 초대칭 양자역학과 깊은 관계가 있다는 사실을 밝혔고, 이를 이용하여 아티야-싱어 정리를 새롭게 증명하였다. 이 증명은 그 뒤 에즈라 게츨러(영어: Ezra Getzler)가 수학적으로 엄밀하게 제시하였다. 즉, 디랙 연산자의 경우, 그 해석적 지표는 단순히 위튼 지표에 불과하여, 초대칭 양자역학을 사용해 계산할 수 있다.